# Laufenbrücke
Die Laufenbrücke ist eine Bogenbrücke, die den Hochrhein zwischen dem deutschen und dem schweizerischen Laufenburg überspannt. Unterhalb der Brücke befand sich einst der Kleine Laufen.

## Geschichte
Die beiden Teile Laufenburgs wurden schon im Mittelalter (1208) an einer der engsten Stellen des Hochrheins durch eine feste Brücke verbunden. Nach dem zweiten Koalitionskrieg baute der Zimmermeister Blasius Balteschwiler die Brücke wieder auf. Die Holzbrücke auf Steinpfeilern hatte vier Öffnungen. Auf der rechten Seite war ein längeres Feld mit einem überdachten Hängewerk angeordnet, das durch drei kürzere Felder mit offenen Sprengwerken fortgesetzt wurde.

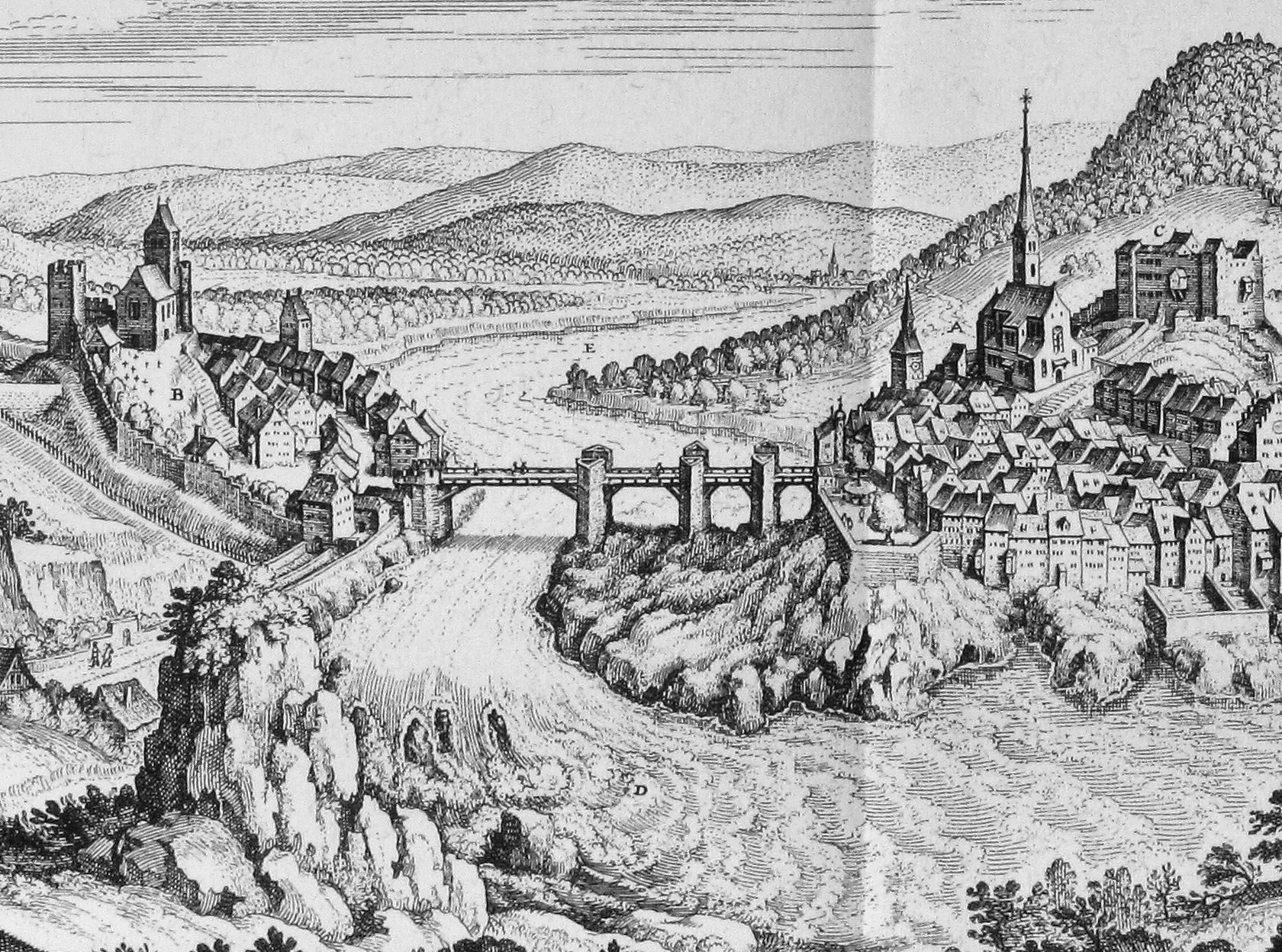
Merian 1663
Zeichnung von Johann Ludwig Bleuler und Friedrich Salathé 1836
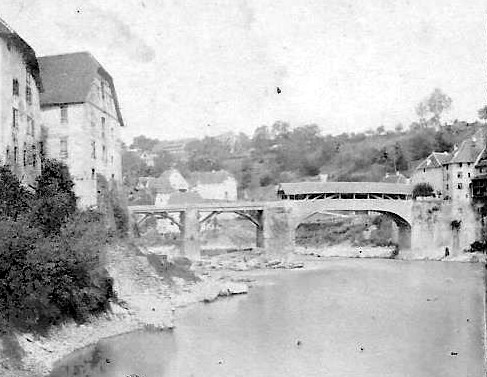
Foto von Henri-Charles Plaut 1859

## Neubau 1911

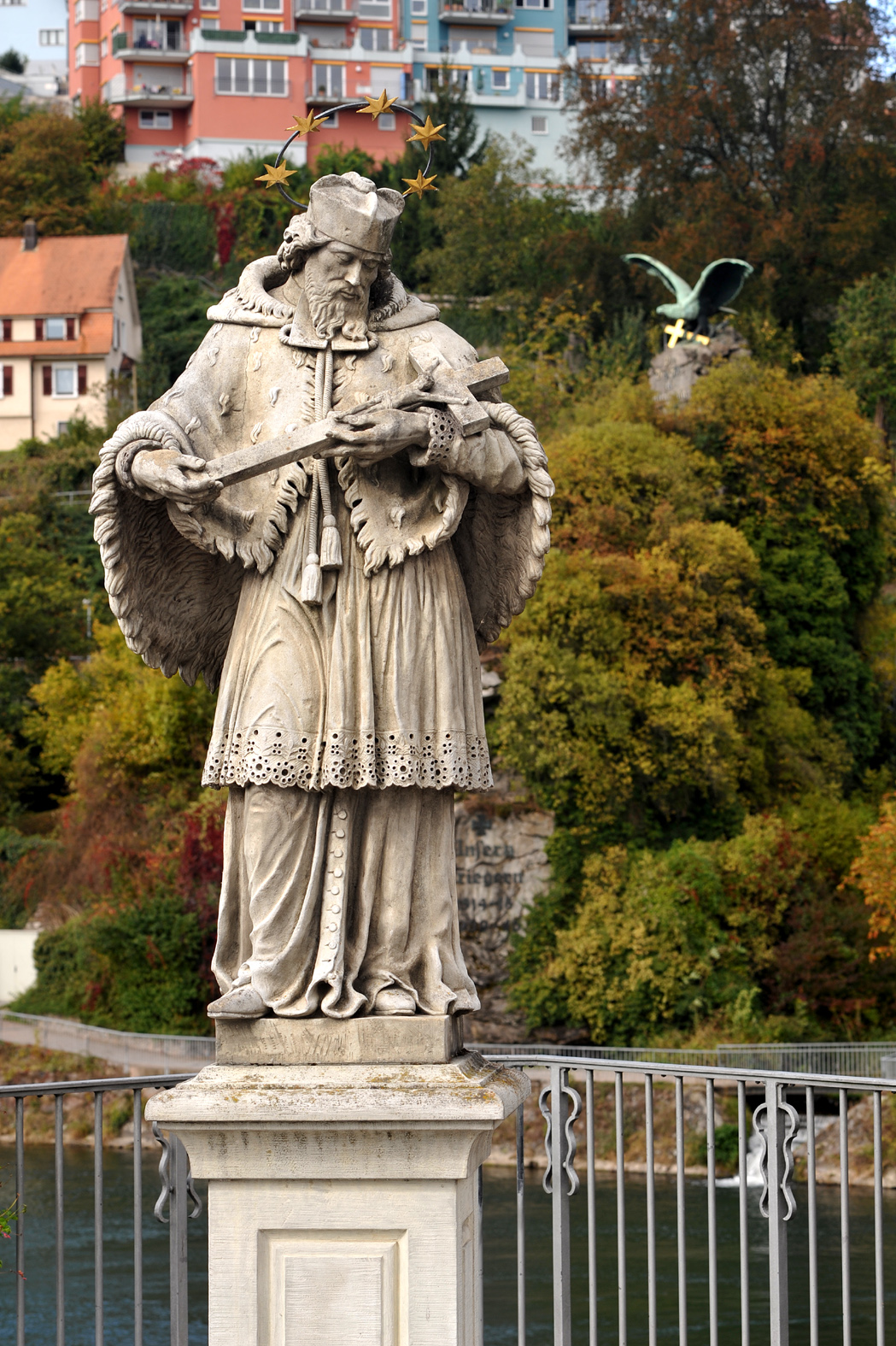
Nepomukstatue

Im Rahmen des Baus des Wasserkraftwerks Laufenburg in den Jahren 1909 bis 1914 wurde das Brückenbauwerk von 1810 im Jahr 1911 durch einen Neubau ersetzt. Planung und Bauausführung oblag der Baufirma Robert Maillarts. 1982 erfolgte eine umfangreiche Instandsetzung der Straßenbrücke für 1,56 Millionen Schweizer Franken. Über dem Strompfeiler wurde außerdem in einer Pfeilerkanzel eine Statue des Schutzpatrons Nepomuk aufgestellt, die mit dem Neubau 1911 entfernt worden war. Die Brücke war für Fahrzeuge mit maximal 12 t Gesamtgewicht zugelassen. Seit der Verkehrsfreigabe der neuen Rheinbrücke im Dezember 2004 ist die alte Brücke für den motorisierten Individualverkehr gesperrt.

## Konstruktion
Die Brücke überspannt mit zwei flachen, rund 8,7 m breiten Bögen von jeweils 41,5 m lichter Weite den Rhein. Die Pfeilhöhe der parabolisch geformten Bögen beträgt 4,45 m, bei einer Kämpferdicke von 1,1 m und einer Scheiteldicke von 0,8 m. Der Strompfeiler weist eine Breite von 6,0 m auf. Das Gewölbe, die Pfeiler und die Ufer- und Stirnmauern bestehen aus Betonsteinmauerwerk.
1982 wurde die aus Bruchsteinen bestehende Auffüllung zwischen Stirnmauern und Bogen durch eine Stahlbetonplatte ersetzt. Die Platte liegt nur im Scheitel direkt auf dem Betonsteingewölbe, an den Widerlagern und dem Pfeiler ist sie mit Lagern längsverschieblich gelagert.